# Typhlocyba dubiosa
Typhlocyba dubiosa är en insektsart som beskrevs av Baker 1925. Typhlocyba dubiosa ingår i släktet Typhlocyba och familjen dvärgstritar. Inga underarter finns listade i Catalogue of Life.